# Rhacophorus bifasciatus
Espèce
Statut de conservation UICN

 LC  : Préoccupation mineure
Rhacophorus bifasciatus est une espèce d'amphibiens de la famille des Rhacophoridae.

## Répartition et habitat
Cette espèce est endémique de l'île de Sumatra en Indonésie,.
Elle vit dans les forêts de basse altitude et de sub-montagne.

## Description
Rhacophorus bifasciatus mesure environ 60 mm.

## Publication originale
- Van Kampen, 1923 :  The amphibia of the Indo-Australian archipelago, p. 1-304 (texte intégral).